# Holky těžší to maj…?
Holky těžší to maj…? (v anglickém originále Girls Just Want to Have Sums) je 19. díl 17. řady (celkem 375.) amerického animovaného seriálu Simpsonovi. Scénář napsal Matt Selman a díl režírovala Nancy Kruseová. V USA měl premiéru dne 30. dubna 2006 na stanici Fox Broadcasting Company a v Česku byl poprvé vysílán 27. dubna 2008 na stanici ČT2.

## Děj
Simpsonovi a další obyvatelé Springfieldu se vydávají na muzikálové představení o Itchym a Scratchym. Publikum přivítá představení potleskem vestoje. Juliana Krellnerová, režisérka představení a bývalá žákyně Springfieldské základní školy, vítá přijetí spolu s ředitelem Skinnerem, jenž uznává, že Juliana měla ve škole samé jedničky, ale její dvojku z matematiky přičítá tomu, že je dívka. Publikum je Skinnerovou poznámkou pobouřeno. Skinnerovy pokusy o obhajobu situaci ještě zhorší a loutkáři Itchyho a Scratchyho ho zbijí. 
Druhý den učitelé Springfieldské základní školy a další dámy uspořádají před školou protest proti Skinnerovi. Aby je Skinner uklidnil, uspořádá ve školní aule konferenci a pozve na ni všechny protestující dámy. Nic z toho, co říká nebo dělá (například že nosí sukni a že muži a ženy jsou si rovni, ale nejsou stejní), nemá na dámy dobrý účinek, a tak se na pódiu zhroutí. Chalmers jim představí novou ředitelku Melanii Upfootovou, která pro svůj první počin segreguje školu napříč pohlavími. 
Líza se zpočátku na dívčí školu těší, ale rychle se rozčarovává, když paní Upfootová dělá podivné a zbytečné „lekce“ matematiky – například se ptá dívek, jak se při matematice cítí. Líza pronikne do chlapecké školy, kde vidí, že se vyučuje skutečná matematika, ale Skinner, nyní asistent školníka Willieho, Líze řekne, že musí odejít. 
S pomocí Marge se Líza převlékne za chlapce jménem Jake Klukmuž (chlapci mu přezdívají „Záchod“ podle toaletního papíru přilepeného na podrážce boty) a navštěvuje chlapeckou školu. Při hodině matematiky uvede špatnou odpověď a Martin ji opraví, ale ona má radost, že se něco naučila. Bohužel být s kluky znamená chovat se jako jeden z nich a během oběda se Líza nechtěně popere s Nelsonem. Přestože se snaží využít své inteligence, aby ze situace unikla, je zbita. Když se Bart ten den vrátí domů, je šťastný, že viděl rvačku, a běží nahoru, aby to řekl Líze. Zjistí ale, že zmláceným klukem je právě ona. Zatímco zůstává pobavený, že jeho sestra je vlastně „Záchod“, rázně prohlásí, že „nikdo by neměl být nucen být dívkou“ a že jí pomůže zapadnout do chlapecké školy. 
Dílčí zápletka epizody se týká vztahu Homera a Marge, kdy se Marge během rána po incidentu snaží Lízu povzbudit poukazováním na přínos žen pro společnost. Když se Homer a Bart vmísí do rozhovoru poznámkou, že muži jsou důležitější než ženy, Marge se pomstí tím, že Homera donutí spát na gauči. Další noc se Homer snaží omluvit za svůj sexismus, ale jeho křečovité snahy skončí tím, že je opět nucen spát na gauči. Když se Homer snaží získat útěchu od Spasitele, nechtěně psa urazí tvrzením, že „každý ví, že jsem chytřejší než ty“. Uražený pes pak Homera vyhodí z domu a donutí ho spát v jeho psí boudě, kde se Homer diví, čím si takové tresty zasloužil.
Líza si začne osvojovat kodex chlapců, včetně pojídání hranolků, které spadly na špinavou podlahu restaurace, a mlácení bezbranného Ralpha Wigguma; tento poslední čin si získá Nelsona a ostatní rváče, a Jake Klukmuž se tak stane přijímanou součástí jejich světa. Líza si vede dobře v hodinách matematiky a na slavnostním předávání cen je oceněna za vynikající výsledky v tomto předmětu. Poté celé škole odhalí svou pravou identitu a vysvětlí, proč se musela přestrojit. Bart vstane a všem řekne, že se jí dařilo jen proto, že se chovala jako chlapec; v reakci na to po něm Líza hodí svou cenu a vzápětí je šokována násilným zvratem, který nastal v jejím chování – pravděpodobně v důsledku toho, že se chovala jako chlapec. Následně se všichni chlapci pustí do boje o židle. Líza odchází z jeviště k Martinovi hrajícímu na flétnu, ale nenápadně se k němu připlíží zezadu a udeří ho židlí.

## Přijetí
Ve Spojených státech díl během premiéry sledovalo 8,7 milionu diváků.
Patrick D. Gaertner ze serveru Puzzled Pagan napsal: „Tento díl se mi vlastně docela líbil. Určitě jsou tu některé problémy, které by podle mě byly vyžehleny, kdyby se tato premisa řešila ve zlatém věku, ale i tak se mi to opravdu líbilo. Epizoda měla co říct o sexismu, genderové politice a podivném životě, který vedou mladí chlapci. Líbí se mi, že se Líza chce tak zatraceně moc učit, že udělá něco tak absurdního, aby toho dosáhla. Je to prostě takový Lízin nápad. Líbilo by se mi, kdyby se díl trochu víc věnoval Upfootové, která se stala jen takovým divným padouchem, jenž nenávidí kluky a chce je trestat, zatímco holky vlastně neučí. Nejsem si jistý, co s ní bylo. Nejsem si jistý, jestli byla odkazem na nějakou aktuální osobu, na kterou jsem zapomněl, ale byla to prostě divná nepříjemná postava, která nebyla ničím víc než vedlejší myšlenkou. Ale její zařazení nestačilo na to, aby zkazilo tento díl a solidní morálku, kterou byl prodchnut.“.
Server Gabbing Geek se pozastavil nad tím, že je „epizoda založena na myšlence, že dívky mohou být dobré v matematice“, ale zároveň „matematiku neučí nová ředitelka, horkokrevná feministka“.
Matt Selman byl za scénář k této epizodě nominován na Cenu Sdružení amerických scenáristů za vynikající scénář k animovanému dílu na 59. ročníku těchto cen.